# Faith and Courage
Faith and Courage es el quinto álbum de estudio de la cantante irlandesa Sinéad O'Connor, lanzado el 13 de junio de 2000 por Atlantic Records. Fue el primer lanzamiento de O'Connor en tres años, su álbum anterior fue el paquete de grandes éxitos So Far... The Best of Sinéad O'Connor en 1997, además fue su primer álbum de estudio en seis años.
O'Connor compuso la mayoría de las pistas de Faith and Courage y las funciones de producción fueron compartidas por una variedad de artistas, incluidos Wyclef Jean, David A. Stewart, Brian Eno, Anne Preven y Scott Cutler, entre otros.

## Antecedentes
En 1998, Sinéad O'Connor dejó el sello Ensign Records y firmó con Atlantic Records, pero su álbum se retrasó debido a sus luchas personales, incluido el nacimiento de su hija, un supuesto intento de suicidio, una amarga batalla por la custodia y convertirse en sacerdotisa en un orden religiosa. O'Connor describió Faith and Courage, su primer álbum con Atlantic, como un disco sobre «supervivencia» que describía su propio «viaje» problemático mientras desnudaba su alma en una serie de canciones autobiográficas y, a menudo, catárticas. «Es emocionante y da un poco de miedo estar de vuelta. Quería hacer un disco que fuera fuerte y positivo. Se trata de recuperar mi espíritu y ponerme de pie», dijo.
Andy Murray, director de marketing de Warner Music Europe, comentó: «Es el momento adecuado para que ella rompa su silencio [...] y todo el mundo parece pensar que es su mejor álbum desde su primer disco. La campaña de marketing consiste en recordarle a la gente quién es ella. Pero en realidad, a pesar de la larga brecha, nadie parece necesitar que se lo recuerden. Hay una verdadera emoción en torno al disco, que ha sorprendido a mucha gente».

## Recepción de la crítica
Faith and Courage recibió críticas positivas de los críticos musicales, incluidas las mejores que había recibido en años. La revista Irish Hot Press sugirió que el álbum era el equivalente de O'Connor a Blood on the Tracks (1975) de Bob Dylan.
Se colocó en la lista de Slant Magazine de los mejores álbumes de la década de 2000 en el número 99.

## Rendimiento gráfico
El álbum fue certificado oro (35 000 copias) en Australia en 2000. A partir de 2014, las ventas en los Estados Unidos han superado las 219 000 copias, según Nielsen SoundScan.

## Lista de canciones
| Faith and Courage lista de canciones |                             |                    |          |  |
| N.º                                  | Título                      | Productor(es)      | Duración |  |
| 1.                                   | «The Healing Room»          | Sherwood, McDonald | 5:35     |  |
| 2.                                   | «No Man's Woman»            | Cutler, Preven     | 3:00     |  |
| 3.                                   | «Jealous»                   | Stewart            | 4:18     |  |
| 4.                                   | «Dancing Lessons»           | Jean, Duplessis    | 4:17     |  |
| 5.                                   | «Daddy I'm Fine»            | Stewart            | 2:58     |  |
| 6.                                   | «Til I Whisper U Something» | Stewart            | 6:08     |  |
| 7.                                   | «Hold Back the Night»       | Stewart            | 4:11     |  |
| 8.                                   | «What Doesn't Belong To Me» | Sherwood, McDonald | 5:37     |  |
| 9.                                   | «The State I'm In»          | Cutler, Preven     | 4:10     |  |
| 10.                                  | «The Lamb's Book of Life»   | Briggs             | 4:56     |  |
| 11.                                  | «If U Ever»                 | Sherwood, McDonald | 4:24     |  |
| 12.                                  | «Emma's Song»               | Eno, Reynolds      | 3:20     |  |
| 13.                                  | «Kyrié Eléison»             | Sherwood, McDonald | 2:45     |  |

## Personal
- Sinéad O'Connor - voz
- Skip McDonald - guitarra, coros
- Carlton "Bubblers" Ogilvie - bajo, piano
- Profesor Stretch - programación, teclados
- Rusty Anderson, Derek Scott, David A. Stewart, Scott Cutler – guitarra
- Paul Bushnell, Jah Wobble – bajo
- Scot Coogan, Lil John, Chris Sharrock, John Reynolds – batería
- Jeff Turzo, Simon Mundey, Mark Price, Andy Wright – programación
- David Campbell - arreglo de cuerdas, viola
- Joel Derouin – violín
- Larry Corbett – violonchelo
- Ed Rockett - silbato bajo y alto
- Caroline Dale - cuerdas
- Blandinna Melky Jean - voces adicionales en la pista 4
- Chucho Merchan - bajo adicional en la pista 6
- Little Roy - coros en la pista 6
- Zac Rae, Kieran Kiely, David Levita: teclados
- Anne Preven - coros en la pista 9
- Karren Berz - arreglo orquestal
- Bonjo I Abinghi Noah – percusión

## Gráficos
| Listas (2000)                      | Posición | Ref.   |
| ---------------------------------- | -------- | ------ |
| Australian Albums (ARIA)           | 18       | [ 16 ] |
| Austrian Albums (Ö3 Austria)       | 21       | [ 17 ] |
| Belgian Albums (Ultratop Flanders) | 20       | [ 18 ] |
| European Albums (Music & Media)    | 24       | [ 19 ] |
| Dutch Albums (Album Top 100)       | 46       | [ 20 ] |
| French Albums (SNEP)               | 27       | [ 21 ] |
| Irish Albums (IRMA)                | 8        | [ 22 ] |
| Italian Albums (FIMI)              | 25       | [ 23 ] |
| New Zealand Albums (RMNZ)          | 33       | [ 24 ] |
| Norwegian Albums (VG-lista)        | 38       | [ 25 ] |
| Swedish Albums (Sverigetopplistan) | 59       | [ 26 ] |
| Swiss Albums (Schweizer Hitparade) | 19       | [ 27 ] |
| US Billboard 200                   | 55       | [ 28 ] |
| US Top Internet Albums (Billboard) | 8        | [ 29 ] |